# Mongolska Giełda Papierów Wartościowych

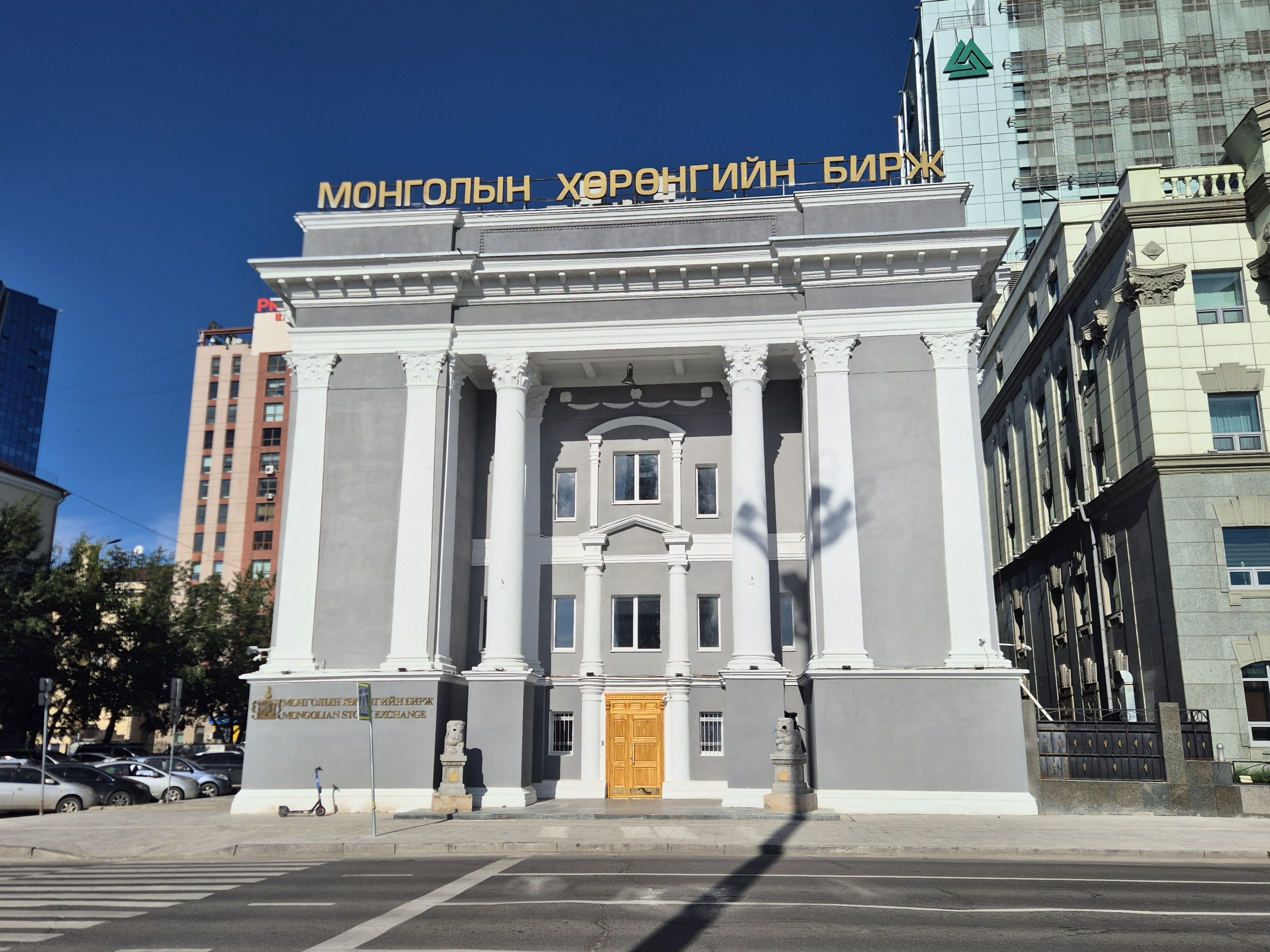
Budynek Mongolskiej Giełdy Papierów Wartościowych

Mongolska Giełda Papierów Wartościowych (mong. Монголын Хөрөнгийн Бирж, ang. Mongolian Stock Exchange – MSE) – giełda papierów wartościowych w Mongolii; zlokalizowana w stolicy kraju – Ułan Bator. Powstała w 1991 roku.